# Krijt-lösslandschap
Het krijt-lösslandschap of heuvellandschap is een van de Nederlandse landschappen en komt alleen voor in het uiterste zuiden van het land, namelijk in Zuid-Limburg.

## Ontstaanswijze
Mergel is ontstaan op de bodem van de zee die 100 miljoen jaar geleden rond de plek waar Limburg nu ligt bestond. Er is in de krijt-löss gebieden veel bredere rivierdalen ontstaan met behulp van riviererosie. Dit ging als volgt: de rivier schuwt de bodem steeds verder uit, tegelijker tijd ontstond verwering op de hogere helling, dat veel puin veroorzaakte. Dat puin vulde ergens anders weer gaten op. Zo werden die rivierdalen steeds breder. Het krijt-lösslandschap is in de ijstijd ontstaan en in de periodes daarvoor. In de periodes daarvoor heeft Zuid-Limburg verschillende oppervlakte bedekkingen gehad. De oudste laag, die uit het Carboon komt, zit in Limburg aan de oppervlakte. Dit komt doordat de Ardennen werden ‘opgetild’ en daarbij een deel van Zuid-Limburg meenamen. Doordat Zuid-Limburg tijdens het Krijt werd overspoeld door een zee, ontstonden er kalklagen. Deze kalk bevatte veel klei; deze combinatie heet mergel. In het Tertiair loste de regen de kalk gedeeltelijk op en er ontstonden verweringslagen met veel vuursteen. In het Pleistoceen steeg Zuid-Limburg af en toe, waardoor de Maas zich onregelmatig insneed en hierdoor ontstonden hoogteverschillen. In de laatste twee ijstijden spreidde zich een lösslaag over Zuid-Limburg: fijne stofdeeltjes (löss), afkomstig uit de beddingen van de noordelijke rivieren, werden weggeblazen en dwarrelden neer op de Zuid-Limburgse grond. In de hogere delen werd de wind gebroken door de vegetatie, zodat hier de lösslaag veel dikker is dan in de lager gelegen delen (o.a. rivierdalen). De benaming krijt-lösslandschap verwijst dus naar twee type lagen, die allebei op een andere wijze zijn ontstaan.

## Kenmerken
- Het krijt/löss-landschap ligt hoger dan 50 meter NAP. Er is veel reliëf.
- Oude dorpen liggen voornamelijk in de dalen. Op plateaus liggen nieuwere dorpen.
- Wegen lopen niet recht, maar volgen het reliëf.
- Het bodemgebruik varieert sterk.

Er is akkerbouw op de vlakke delen, weiland of bos op steile hellingen en er zijn graften en holle wegen. Holle wegen zijn afwateringswegen die de mensen gebruikten als toegangswegen tot de plateaus en hierdoor verder uitgeschuurd zijn. Graften zijn heggen op hellingen die het erosiemateriaal tegen moeten houden.
De lössgronden die door erosie zijn gevormd worden wel colluvium genoemd.

## Indeling
Het gebied wordt omzoomd door het Maasdal, de Rijnterrassen langs de Duitse grens en het Ardennenvoorland. Het wordt onderverdeeld in:
- Noordelijk Lössgebied (Midden-Limburg)
- Zuidelijk Lössgebied (Zuid-Limburg)
- Hoge Rijnterrassen
- Voorland Ardennen

## Bedreiging
Ten eerste wordt het landschap bedreigd door bodemerosie. Dit wordt veroorzaakt door: 
- Toename van landbouw.
- Ruilverkaveling.
- Verkeerde bewerking van de bodem.
- Verandering van landbouwgewassen door specialisatie.

Ten tweede wordt het landschap bedreigd door het winnen van mergel. Dit gebeurt voornamelijk in de Sint-Pietersberg en bij ’t Rooth, waarna het gebruikt wordt voor de cementindustrie. Er ontstaat hierdoor een verlaging van het landschap, en daarmee zakt ook het grondwaterpeil. Het gevolg is dat het landschap verdroogt en het natuurlijke landschap verdwijnt.